# 228 a.C.

## Eventos
- Espúrio Carvílio Máximo Ruga, pela segunda vez, e Fábio Máximo, pela segunda vez, cônsules romanos.
- 138a olimpíada: Demétrio de Alexandria, vencedor do estádio.[1]

## Mortes
- Amílcar Barca, estadista e general cartaginês (n.ca.270 a.C.)